# Daniel Potts
Daniel Potts (ur. 13 kwietnia 1994 w Barking) – angielski piłkarz występujący na pozycji obrońcy w West Ham United.